# Jean de Clermont
Jean de Clermont, signore di Chantilly (... – Poitiers, 19 settembre 1356), è stato un militare francese, maresciallo di Francia dal 1º agosto 1352.

## Biografia
Servì nel 1337-1340, nel corso della guerra dei cent'anni contro gli inglesi, agli ordini del Duca di Normandia. Seguì il duca nel viaggio ad Avignone e in Linguadoca nel 1344, ed in ricompensa ebbe le terre di Beaumont (che cedette al fratello) e di Chantilly, da cui prese il titolo.
Nominato gran panettiere di Francia nel 1345, nel settembre 1352 divenne maresciallo di Francia. Già nel successivo mese di ottobre prese in carico il governo militare della Normandia al posto del signore di Charny, prigioniero degli inglesi.
Fu inviato nel 1354 in Piccardia e nelle Fiandre per negoziare la pace con gli inglesi. Con lettera del 1º gennaio 1355 fu nominato luogotenente generale del re per il Poitou, la Saintonge, l'Angoumois, il Périgord, il Limosino.
Servì nel Berry nel mese di giugno 1356 con 4 cavalieri e 47 scudieri, trovandosi poi alla battaglia di Poitiers il 19 settembre del medesimo anno, nella quale perse la vita.
Suo nonno era il maresciallo Guy I de Clermont, i suoi genitori Raoul II de Clermont e Jeanne de Chambly; sposò Marguerite de Mortagne, viscontessa di Aunay.